# Compendio

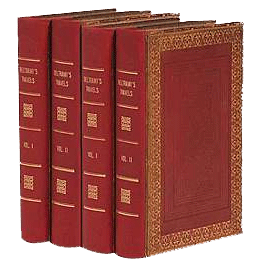
G.C. Beltrami, edición facsímil de la portada en 4 volúmenes (inglés e italiano)

Compendio (del latín compendĭum) es el nombre que recibe una breve pero precisa compilación de un área determinada del conocimiento humano. En la mayoría de los casos el área de conocimiento se referirá a un cierto campo delimitado de interés. A veces puede ser un resumen de una obra mayor. Dentro de la brevedad de la exposición, el compendio puede contener materia complicada.
Un compendio siempre lleva aparejada la idea de síntesis, y puede ser sinónimo de resumen, recopilación o sumario. Por ejemplo, un compendio de física englobará de forma sintética los conocimientos más relevantes de esta ciencia. Por su parte, una enciclopedia «universal» puede citarse como un compendio de todo el conocimiento humano.